# 福春宮
福春宮，是位於臺灣嘉義縣太保市春珠的廟宇，主祀池府千歲與城隍夫人，為當地促進兩姓團結而蓋。

## 源由
李姓與蔡姓為最早到春珠里開發的兩大宗族。春珠里東邊人口大多姓李，由族人擲筊選爐主輪奉池府千歲，以農曆六月十八為其聖誕；里西邊人口多為蔡姓，供奉城隍夫人於宗祠，以四月十四為聖誕。
兩宗族奉祀宗教活動互不往來，地方人士曾提議共同建廟奉祀以促進團結，但一直無法如願。當地人李茂盛在當選第二任里長後發起建廟，他不斷與兩大宗族代表溝通下終於擲筊取得同意，各由兩乩童表示兩神明已結拜為兄妹。一家建設公司老闆樂捐六百萬元經費購置廟地，廟地約兩分半，李茂盛亦拋磚引玉捐出兩百萬餘萬元。

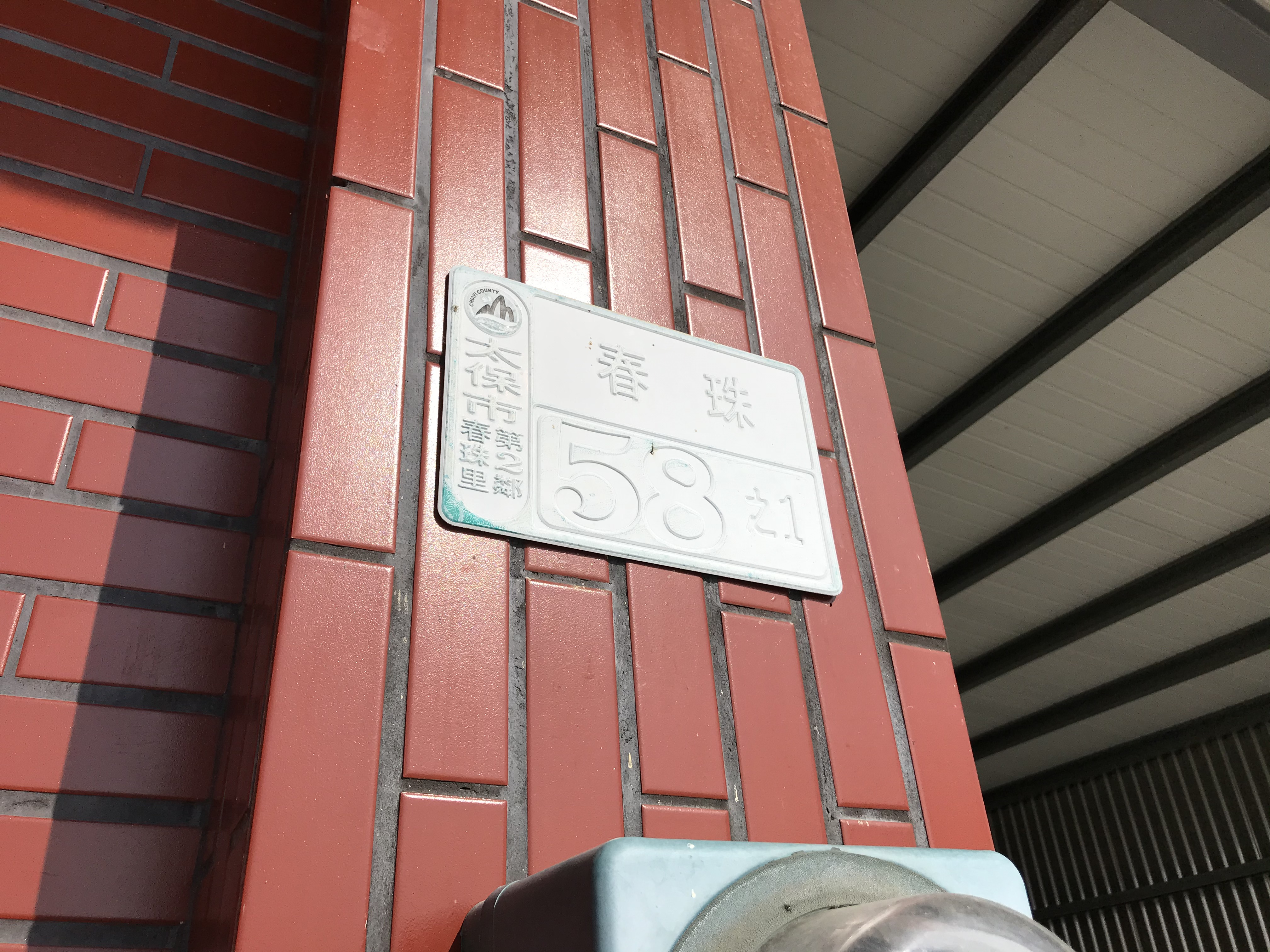
門牌

2008年2月12日動土，由太保市長董國誠、太保市農會總幹事黃榮利和李茂盛等地方人士共同參與，李茂盛在動土典禮後連續擲四次聖杯，順利將廟宇命名為「福春宮」。其廟名為紀念兩宗族祖先來自福建，另以春珠里的「春」字命名。
由李茂盛作寺廟沿革誌，2012年完成建廟。
2013年10月4日，李茂盛因此事而獲表揚為地方基層芳草人物。